# Urbeis
Urbeis är en kommun i departementet Bas-Rhin i regionen Grand Est (tidigare regionen Alsace) i nordöstra Frankrike. Kommunen ligger i kantonen Villé som tillhör arrondissementet Sélestat-Erstein. År 2022 hade Urbeis 317 invånare.

## Befolkningsutveckling
Antalet invånare i kommunen Urbeis
| Referens: INSEE |